# Chris Bruno
Chris Bruno (ur. 15 marca 1966 w New Haven) − amerykański aktor, reżyser i producent filmowy i telewizyjny.

## Filmografia

### Filmy fabularne
- 1999: The Force (TV) jako Chicky
- 1999: Chłopak mojej dziewczyny (My Girlfriend's Boyfriend) jako Cliff
- 2005: Prawdziwa historia jako Bob Higby
- 2007: Grendel (TV) jako Beowulf

### Seriale TV
- 1992: Inny świat jako Dennis Carrington Wheeler
- 1995: The Watcher jako Cooper
- 1995-97: Wszystkie moje dzieci jako Michael Delaney
- 1998: Jedwabne pończoszki (Silk Stockings) jako Brad Kersey
- 1998: JAG – Wojskowe Biuro Śledcze
- 1998: Pomoc domowa (The Nanny) jako instruktor jazdy na nartach
- 2002-2007: Martwa strefa jako szeryf Walt Bannerman
- 2004: Poszukiwani (1-800-Missing) jako Maurice Billings
- 2006: Rączy Wildfire jako dr Elliot
- 2007: CSI: Kryminalne zagadki Miami jako Jeff Zader
- 2007-2009: Wzór jako Tim King
- 2008: Ostry dyżur jako Richie
- 2009: Skazany na śmierć jako agent Todd Wheatley
- 2010: Agenci NCIS jako kpt. James Powell
- 2012: Southland jako oficer Mendez
- 2013: Agenci NCIS: Los Angeles jako Dominic Fryman
- 2014: Castle jako Randall Bedford
- 2014–2015: Inna (Awkward) jako Danny
- 2014-2016: The Fosters jako Adam Stevens